# Eilema biplagella
Eilema biplagella är en fjärilsart som beskrevs av Butler 1877. Eilema biplagella ingår i släktet Eilema och familjen björnspinnare. Inga underarter finns listade i Catalogue of Life.